# 덕천군묘출토분청이부호
덕천군묘출토분청이부호(德泉君墓出土紛靑耳咐壺)는 충청남도 공주시 국립공주박물관에 있는, 덕천군의 무덤을 이장하면서 출토된 손잡이가 달린 항아리(분청이부호) 2점이다. 1978년 12월 30일 충청남도의 유형문화재 제81호로 지정되었다가, 2012.07.01 세종특별자치시로 편입됨에 따라 문화재 지정이 해제되었다.

## 개요
덕천군의 무덤를 이장하면서 출토된 손잡이가 달린 항아리(분청이부호) 2점이다. 덕천군(1377∼1465)은 조선 정종의 10남으로, 세조 때 녹원공신으로 추대되었다. 원래 서울 성동구 거여동에 있던 무덤을 공주시 의당면 대산리로 이장하면서 유물이 발견되어, 덕천군 종친회에서 국립공주박물관에 기탁하였다. 한 점은 높이 29.5cm, 아가리 지름 10cm, 밑 지름 9.2cm의 분청상감포류문사이부 항아리로 아가리가 밖으로 벌어져 있고, 목은 짧으며 어깨에 4귀가 붙어 있다. 백토를 상감하여 버드나무 무늬(포류문)와 꽃무늬를 몸체에 장식하였다. 몸체 일부는 파손되었지만 거의 원형을 보전하고 있다. 색은 옅은 갈색을 띤다. 다른 한 점은 분청삼이부 항아리로 높이 23.7㎝, 아가리 지름 12.1㎝, 밑 지름 10.6㎝이다. 분청상감포류문사이부 항아리와 비슷하나 크기가 작은편이고 무늬는 없다.

## 같이 보기
- 덕천군 (왕족)
- 장군 덕천군사우

## 참고 자료
- 덕천군묘출토분청이부호 - 국가유산청 국가유산포털